# Provinciale Statenverkiezingen 1927
De Provinciale Statenverkiezingen 1927 waren Nederlandse verkiezingen die in april 1927 werden gehouden voor de leden van Provinciale Staten in elf provincies. In Limburg werden de verkiezingen gehouden op 4 april, in Drenthe en Noord-Brabant op 5 april, in Groningen, Friesland, Overijssel, Gelderland, Noord-Holland, Zuid-Holland en Zeeland op 6 april, en in Utrecht op 7 april.

## Aanloop
Om stemgerechtigd te zijn diende men de Nederlandse nationaliteit te hebben, op de dag van de stemming ten minste 23 jaar oud te zijn en op de dag van de kandidaatstelling te wonen in de provincie waarvoor de verkiezing plaatsvond. Nederlanders die in het buitenland woonden en niet ingeschreven stonden in een Nederlandse gemeente hadden geen stemrecht bij deze verkiezingen.

## Uitslagen

### Opkomst
|                 | 1923      | 1927      |
| # stemmen       | # stemmen |           |
| --------------- | --------- | --------- |
| Geldige stemmen | 2.598.265 | 2.941.375 |

### Landelijk overzicht
| Zetelverdeling Provinciale Staten     | Zetelverdeling Provinciale Staten | Zetelverdeling Provinciale Staten | Zetelverdeling Provinciale Staten |
| Partij                                | 1923                              | 1927                              | verschil                          |
| ------------------------------------- | --------------------------------- | --------------------------------- | --------------------------------- |
| Roomsch-Katholieke Staatspartij       | 184                               | 180                               | -4                                |
| Sociaal-Democratische Arbeiderspartij | 107                               | 119                               | +12                               |
| Anti-Revolutionaire Partij            | 87                                | 78                                | -9                                |
| Christelijk-Historische Unie          | 75                                | 72                                | -3                                |
| Vrijheidsbond                         | 62                                | 62                                | 0                                 |
| Vrijzinnig Democratische Bond         | 38                                | 42                                | +4                                |
| Staatkundig Gereformeerde Partij      | 8                                 | 11                                | +3                                |
| Plattelandersbond (Braat)             | 14                                | 10                                | -4                                |
| Communisten Wijnkoop                  | -                                 | 5                                 | +5                                |
| Communistische Partij Holland         | 7                                 | 2                                 | -5                                |
| Roomsch-Katholieke Volkspartij        | 2                                 | 2                                 | 0                                 |
| Hervormd-Gereformeerde Staatspartij   | 1                                 | 2                                 | +1                                |
| Middenpartij voor Stad en Land        | -                                 | 1                                 | +1                                |
| Democratische Partij                  | -                                 | 1                                 | +1                                |
| ARP/CHU                               | -                                 | 1                                 | +1                                |
| Christelijk-Sociale Partij            | 2                                 | -                                 | -2                                |
| Christen-Democratische Partij         | 1                                 | 0                                 | -1                                |
| provinciale partijen                  | 2                                 | 2                                 | 0                                 |
| totaal                                | 590                               | 590                               | 0                                 |

### Uitslagen per provincie naar partij
| Provincie     | Aantal zetels per partij | Aantal zetels per partij | Aantal zetels per partij | Aantal zetels per partij | Aantal zetels per partij | Aantal zetels per partij | Aantal zetels per partij | Aantal zetels per partij | Aantal zetels per partij | Aantal zetels per partij | Aantal zetels per partij | Aantal zetels per partij | Aantal zetels per partij | Aantal zetels per partij | Aantal zetels per partij | Aantal zetels per partij |
| Provincie     | RKSP                     | SDAP                     | ARP                      | CHU                      | VB                       | VDB                      | SGP                      | PB                       | CW                       | CPH                      | RKVP                     | HGSP                     | MSL                      | DP                       | overige                  | totaal                   |
| ------------- | ------------------------ | ------------------------ | ------------------------ | ------------------------ | ------------------------ | ------------------------ | ------------------------ | ------------------------ | ------------------------ | ------------------------ | ------------------------ | ------------------------ | ------------------------ | ------------------------ | ------------------------ | ------------------------ |
| Groningen     | 3                        | 12                       | 10                       | 5                        | 5                        | 6                        | -                        | 2                        | 1                        | 0                        | -                        | 0                        | -                        | 1                        | 0                        | 45                       |
| Friesland     | 4                        | 12                       | 11                       | 10                       | 5                        | 5                        | 0                        | 2                        | 1                        | 0                        | 0                        | 0                        | -                        | -                        | 0                        | 50                       |
| Drenthe       | 2                        | 9                        | 6                        | 5                        | 5                        | 5                        | -                        | 3                        | -                        | -                        | -                        | -                        | -                        | -                        | 0                        | 35                       |
| Overijssel    | 12                       | 10                       | 7                        | 8                        | 5                        | 3                        | 1                        | 1                        | 0                        | 0                        | 0                        | 0                        | -                        | -                        | -                        | 47                       |
| Gelderland    | 19                       | 10                       | 8                        | 10                       | 8                        | 4                        | 1                        | 1                        | -                        | 0                        | 0                        | 0                        | -                        | -                        | 1                        | 62                       |
| Utrecht       | 11                       | 8                        | 7                        | 6                        | 5                        | 2                        | 2                        | 0                        | -                        | 0                        | 0                        | 0                        | -                        | 0                        | 0                        | 41                       |
| Noord-Holland | 17                       | 24                       | 6                        | 8                        | 9                        | 8                        | 0                        | 0                        | 2                        | 1                        | 0                        | 0                        | 1                        | -                        | 1                        | 77                       |
| Zuid-Holland  | 16                       | 21                       | 13                       | 10                       | 10                       | 3                        | 4                        | 1                        | 1                        | 1                        | 0                        | 2                        | -                        | 0                        | 0                        | 82                       |
| Zeeland       | 8                        | 5                        | 8                        | 7                        | 7                        | 4                        | 3                        | -                        | -                        | -                        | -                        | -                        | -                        | -                        | 0                        | 42                       |
| Noord-Brabant | 50                       | 3                        | 2                        | 3                        | 2                        | 2                        | -                        | -                        | -                        | -                        | 2                        | -                        | -                        | -                        | 0                        | 64                       |
| Limburg       | 38                       | 5                        | 1                        | 1                        | 1                        | 0                        | -                        | -                        | 0                        | 0                        | 0                        | -                        | -                        | -                        | 0                        | 45                       |
| totaal        | 180                      | 119                      | 78                       | 72                       | 62                       | 42                       | 11                       | 10                       | 5                        | 2                        | 2                        | 2                        | 1                        | 1                        | 2                        | 590                      |
| totaal        | 180                      | 119                      | 1                        |                          | 62                       | 42                       | 11                       | 10                       | 5                        | 2                        | 2                        | 2                        | 1                        | 1                        | 2                        | 590                      |

Een "-" in de tabel betekent dat de betreffende partij bij de verkiezingen van 1927 in de betrokken provincie geen kandidatenlijst heeft ingediend.

## Eerste Kamerverkiezingen
De leden van Provinciale Staten in de kiesgroepen I en III kozen op 26 juli 1929 bij Eerste Kamerverkiezingen 25 nieuwe leden van de Eerste Kamer.
Provinciale Statenverkiezingen zijn daarmee behalve provinciaal ook nationaal van belang.
1910 · 
1913 · 
1916 · 
1919 · 
1923 · 
1927 · 
1931 · 
1935 · 
1939 · 
1946 · 
1950 · 
1954 · 
1958 · 
1962 · 
1966 · 
1970 · 
1974 · 
1978 · 
1982 · 
1985 · 
1987 · 
1991 · 
1995 · 
1999 · 
2003 · 
2007 · 
2011 · 
2015 · 
2019 · 
2023